# Google DeepMind
Google DeepMind, раніше DeepMind Technologies — це британська компанія штучного інтелекту, заснована у 2010 році, яку 2014 року придбала компанія Google. У цій компанії створили нейронну мережу, що здатна навчатися грати у відеоігри подібно людині, а також Нейронній Машині Тюрінга, або нейронній мережі, що здатна отримати доступ до зовнішньої пам'яті, як і звичайна Машина Тюрінга, у кінцевому результаті це комп'ютер, який імітує короткочасну пам'ять людського мозку. Компанія потрапила на перші шпальти у 2016 році після того, як розроблена нею програма AlphaGo вперше випередила професійного гравця в Ґо.
У квітні 2023 року компанія об'єдналася з підрозділом Google Brain і стала називатися Google DeepMind.

## Історія
У 2010 році Деміс Гассабіс, Шейн Леґґ та Мустафа Сулейман заснували стартап «DeepMind Technologies». 26 січня 2014 року «Google» оголосили про придбання «DeepMind» за 500 мільйонів доларів США та домовленість прийняти «DeepMind Technologies».
З того часу в компанію інвестували провідні венчурні фірми Horizons Ventures та Founders Fund, а також підприємці Скот Баністер та Ілон Маск. Йаан Таллінн був консультантом та одним з перших інвесторів компанії. Google купив компанію після того, як Facebook закінчив переговори з DeepMind Technologies у 2013 року. Після того компанію перейменували на Google DeepMind, ця назва зберігалася упродовж двох років.
У 2014 році «DeepMind» отримала нагороду «Компанія року» від Комп'ютерної лабораторії Кембриджу.
Після продажу компанія заснувала раду етики штучного інтелекту. Склад ради етики досліджень штучного інтелекту зберігається в таємниці.
У квітні 2023 року DeepMind об'єднався з підрозділом Google Brain, щоб утворити Google DeepMind у рамках постійних зусиль компанії щодо прискорення роботи над ШІ.

## Машинне навчання
Метою DeepMind Technologies є «розв'язання проблеми інтелекту» через поєднання «найкращих технік машинного навчання та системної нейробіології, аби збудувати потужні навчальні алгоритми загального призначення». Вони прагнуть формалізувати інтелект не лише задля його втілення в машини, але й щоби зрозуміти людський мозок.
У 2016 році Google Research випустили статтю на тему безпеки штучного інтелекту та уникання небажаної поведінки протягом навчального процесу ШІ.
Станом на сьогодні, компанія опублікувала дослідження про комп'ютерні системи, що здатні грати в ігри, та розробку таких систем, починаючи від стратегій на кшталт ґо й до аркад. Зі слів Шейна Леґґа, штучного інтелекту людського рівня можна досягнути, «коли машина зможе навчитися грати широкий спектр ігор через входи та виходи перцепційного потоку, та переносити розуміння на інші ігри […]». Дослідження з описом ШІ, що грає сім різних відеоігор Atari (Pong, Breakout (відеогра), Space Invaders, Seaquest, Beamrider, Enduro та Q*bert) призвело до купівлі Google їхньої компанії. Хассабіс згадав популярну спортивну гру StarCraft, як можливий майбутній виклик, оскільки це вимагатиме високого рівня стратегічного мислення та вправляння з недосконалою інформацією.
На початку 2018 року дослідники з DeepMind навчили одну зі своїх систем грати у відому комп'ютерну гру «Quake III Arena». Через деякий час, витрачений на тренування, за рівнем гри ця система спочатку наздогнала, а потім і перегнала людей, які є найкращими в цій справі.

### Глибоке навчання з підкріпленням
На противагу іншим ШІ, як-от Deep Blue чи Watson від IBM, які було розроблено із заздалегідь визначеною метою та єдиною функцією, DeepMind стверджує, що їхня система не є запрограмованою: вона навчається з власного досвіду, використовуючи для входу даних лише необроблені дані. Технічно вона використовує глибоке навчання на згортковій нейронній мережі, з новітньою формою Q-навчання, різновидом безмодельного навчання з підкріпленням. Вони тестують систему на відеоіграх, з-поміж яких варто виділити ранні аркади на кшталт Space Invaders чи Breakout. Без внесення змін у власний код ШІ починає розуміти як грати гру, та, після певного часу гри, у деяких іграх (найпомітніше у Breakout), робить це більш ефективно, ніж це робила колись людина.

### AlphaGo
У жовтні 2016 року комп'ютерна програма ґо під назвою AlphaGo, розроблена DeepMind, з рахунком 5:0 переграла Фена Хуея, європейського чемпіона з ґо. Це вперше штучний інтелект переміг професійного гравця, раніше комп'ютери були відомі, як гравці ґо «аматорського» рівня. Ґо вважають грою, у якій комп'ютерам значно важче перемогти людину, у порівнянні з іншими іграми на кшталт шашок, через значно більшу кількість можливих ходів, що робить традиційні методи ШІ (наприклад, метод «грубої сили») непомірно складними до застосування. У березні 2016 року AlphaGo з рахунком 4:1 перемогла Лі Седола, одного з найбільш рейтингових світових гравців ґо.

### AlphaFold
У листопаді 2020 року група дослідників проєкту DeepMind повідомила, що їм вдалося досягти значних успіхів у розв'язанні задачі згортання білків методами штучного інтелекту та глибокого навчання.

## Охорона здоров'я
У липні 2016 року було оголошено про співпрацю між DeepMind та офтальмологічною клінікою Moorfields Eye Hospital. DeepMind буде застосовано в аналізі анонімізованих відбитків ока та пошуках ранніх ознак захворювань, що призводять до втрати зору.
У серпні 2016 року було оголошено про початок дослідницької програми з лікарнею Університетського коледжу Лондона (УКЛ) з метою розробки алгоритму автоматичного розрізнення здорових та ракових тканин у зонах голови та шиї.